# Анжеліка Тахір
Анжеліка Рублевська Тахір — пакистансько-українська модель, актриса і журналістка. Переможниця Miss Pakistan World 2015, представляла Пакистан на конкурсі Miss Earth 2016, а також на World Miss University, Miss Supertalent. З 2016 року знімається в кінофільмах пакистанського виробництва.

## Біографія
Анжеліка Рублевська народилася 5 січня 1994 року в Києві, в родині пакистанського батька та української матері. Її батько походить з міста Шейкупура, провінція Пенджаб, Пакистан. Після закінчення технологічного ліцею Києва почала навчання у Київському національному університеті технологій та дизайну за спеціальністю художнього моделювання костюма.
2011 року стала переможницею першого сезону телевізійного конкурсу «Королева балу» телеканалу «Тет». Після перемоги в конкурсі почала працювати в модельному бізнесі. Свій перший контракт уклала з індійською модельною агенцією. Улюблені хобі: фотографія і подорожі.

## Участь у конкурсах краси
Анжеліка Тахір 31 жовтня 2015 року виграла конкурс краси Miss Pakistan World 2015, що проходив у Торонто, Канада. Також виграла титули Miss Perfect і Miss Popularity цього конкурсу. Вона стала першою жінкою змішаного походження, що виграла цей конкурс. Miss Pakistan World — єдиний офіційно визнаний на міжнародному рівні пакистанський конкурс краси, який через суперечливе ставлення до конкурсів краси у Пакистані традиційно проходить за межами країни. Його переможниці представляють Пакистан на міжнародних конкурсах. Наступного 2016 року Анжеліка взяла участь у конкурсі краси World Miss University і виборола друге місце. Цього ж року вона титул другої віце-міс на конкурсі Miss Supertalent, що проходив у Кореї.
Анжеліка Тахір представляла Пакистан на конкурсі краси «Міс Земля» 2016 року, на якому вона виборола золоту медаль у конкурсі талантів.
У квітні 2017 року представляла Пакистан на конкурсі краси Miss Eco International, що проходив в Єгипті та виборола титул першої віце-міс.

## Кінокар'єра
Анжеліка Тахір зіграла у пакистансько-канадському фільмі режисера Соні Ахмед «Na Band Na Baraati». Фільм знято в жанрі романтичної комедії, у ньому також взяли участь відомі пакистанські актори Мікаал Зульфікар, Алі Казмі та Каві Хан. Це перший фільм Анжеліки в кіноіндустрії Пакистану, вона підписана контракт на наступний фільм, який буде знятий в Дубаї.